# Jíloviště
Jíloviště är en ort i Tjeckien.   Den ligger i regionen Mellersta Böhmen, i den centrala delen av landet, 19 km söder om huvudstaden Prag. Jíloviště ligger 352 meter över havet och antalet invånare är 572.
Terrängen runt Jíloviště är varierad. Runt Jíloviště är det ganska tätbefolkat, med 52 invånare per kvadratkilometer. Närmaste större samhälle är Prag, 18,7 km norr om Jíloviště. Trakten runt Jíloviště består till största delen av jordbruksmark.